# Fukuroi
Fukuroi (japonsky:袋井市 Fukuroi-ši) je japonské město v prefektuře Šizuoka na ostrově Honšú. Žije v něm přes 88 tisíc obyvatel. Město je slavné díky proslulému fotbalového klubu Júbilo Iwata.

## Slavné osobnosti
- Junya Kuno — profesionální fotbalista
- Hakuo Yanagisawa — politik

## Partnerská města
- Narakawa, Kiso, Nagano (od 1. dubna 2005 součást města Shiojiri) (28. říjen 2001)
- Hillsboro, Oregon, USA[1] (3. listopad 1988)